# Crvena piramida
Crvena piramida je piramida u Dahšuru, Egipat. Zvana je i Sjevernom piramidom. Lokalnom je stanovništvu znana kao el-haram el-watwat - Šišmišja piramida. Crvena je piramida doista crvenkasta, te je prva savršena piramida ikad sagrađena.

## Povijest
Faraon Snofru - 1. vladar 4. dinastije - zapovjedio je izgradnju ove piramide nakon što su mu radnici sagradili raniju, Savijenu piramidu, koja je bila velika pogreška jer nije ispala savršena. Budući da je piramida kraljeva grobnica, treba biti savršena za pokop, a Savijena to nije bila.
Crvena je piramida sagrađena blizu Savijene, 1 km sjeverno od nje. Izgradnja je trajala deset godina i sedam mjeseci.  
Piramida nije uvijek bila crvenkasta, već je bila pokrivena bijelim vapnencem. Tijekom srednjeg vijeka vapnenac je korišten za gradnju Kaira, te je cijela vanjska oplata odnesena, osim pri dnu piramide.
U piramidi je nađena mumija za koju se pretpostavlja da pripada Snofruu.

## Opis
Piramida je danas visoka 104 metra. Redovito ju posjećuju turisti, koji u Dahšuru mogu vidjeti još piramida, premda su Savijena i Crvena najpoznatije.

## Vanjske poveznice
|  | Zajednički poslužitelj ima još gradiva o temi Crvena piramida |